# Bóng đá tại Thế vận hội Mùa hè 2008 – Giải đấu Nam
Môn bóng đá nam tại Thế vận hội Mùa hè 2008 được tổ chức tại Bắc Kinh và bốn thành phố khác ở Trung Quốc từ ngày 7 đến ngày 23 tháng 8. Các hiệp hội liên kết với FIFA đã được mời để cử các đội tuyển U-23 nam tham gia vào các vòng loại khu vực, qua đó 15 đội cùng với nước chủ nhà lọt vào vòng chung kết. Các đội tuyển được phép tăng cường đội hình với tối đa ba cầu thủ trên 23 tuổi.
Đối với môn bóng đá, nam thi đấu trong một giải gồm 16 đội. Các trận đấu đầu tiên bắt đầu vào ngày 7 tháng 8, một ngày trước lễ khai mạc Thế vận hội. Các đội được chia thành bốn bảng, mỗi bảng bốn đội để thi đấu vòng tròn một lượt tính điểm. Hai đội đứng đầu mỗi bảng bước vào vòng loại trực tiếp.
Argentina đã giành được huy chương vàng sau khi đánh bại Nigeria với tỷ số 1–0 trong trận chung kết, cùng với đó họ đã xác lập kỷ lục 12 trận thắng liên tiếp trong môn bóng đá tại các kỳ Thế vận hội mùa hè (sáu trận năm 2004, sáu trận năm 2008).

## Vòng loại

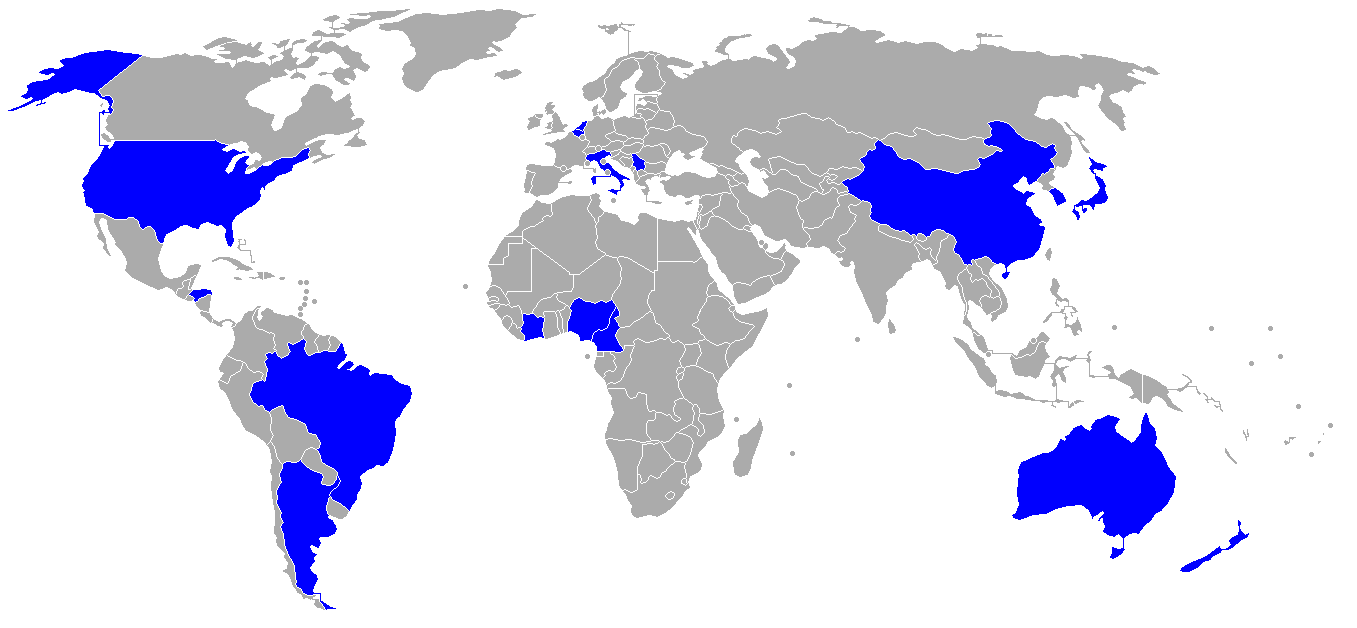
Các quốc gia tham dự giải đấu nam

Một Ủy ban Olympic quốc gia có thể cử một đội tuyển nam tham dự thi đấu bóng đá.
| Phương thức                    | Ngày                                | Địa điểm | Số suất | Đội tuyển                        |
| ------------------------------ | ----------------------------------- | -------- | ------- | -------------------------------- |
| Chủ nhà                        |                                     |          | 1       | Trung Quốc                       |
| Giải đấu vòng loại của AFC     | 7 tháng 2 – 21 tháng 11 năm 2007    | -        | 3       | Úc · Hàn Quốc · Nhật Bản         |
| Giải đấu vòng loại của CAF     | Tháng 9 năm 2006 – tháng 3 năm 2008 | -        | 3       | Cameroon · Bờ Biển Ngà · Nigeria |
| Giải đấu vòng loại CONCACAF    | Tháng 8 năm 2007 – tháng 3 năm 2008 | Hoa Kỳ   | 2       | Honduras · Hoa Kỳ                |
| Giải vô địch trẻ Nam Mỹ 2007   | 7–28 tháng 1 năm 2007               | Paraguay | 2       | Brasil · Argentina               |
| Giải đấu vòng loại của OFC     | 1–9 tháng 3 năm 2008                | Fiji     | 1       | New Zealand                      |
| Giải vô địch U-21 châu Âu 2007 | 10–23 tháng 6 năm 2007              | Hà Lan   | 4       | Hà Lan Serbia Bỉ · Ý             |
| Tổng cộng                      |                                     |          | 16      |                                  |

## Đội hình
Mỗi quốc gia phải đưa ra một danh sách chính thức gồm 18 cầu thủ, trong đó 15 cầu thủ sinh từ sau ngày 1 tháng 1 năm 1985, và ba cầu thủ có thể là cầu thủ quá tuổị, trước ngày 23 tháng 7 năm 2008. Phải có tối thiểu hai thủ môn (cùng một thủ môn thay thế, có thể có hoặc không) trong đội hình. 

## Trọng tài
Ngày 22 tháng 4 năm 2008, FIFA đã công bố danh sách trọng tài điều hành các trận đấu tại Thế vận hội.
| Liên đoàn | Trọng tài                      | Trợ lý                                                                             |
| --------- | ------------------------------ | ---------------------------------------------------------------------------------- |
| AFC       | Khalil Al Ghamdi (Ả Rập Xê Út) | Mohammed Al Ghamdi (Ả Rập Xê Út) Hamdi Al Kadrie (Syria)                           |
| AFC       | Abdullah Al Hilali (Oman)      | Khaled Al Allan (Bahrain) Saleh Al Marzouqi (Các Tiểu vương quốc Ả Rập Thống nhất) |
| AFC       | Masoud Moradi (Iran)           | Hassan Kamranifar (Iran) Luay Subhi Adib (Iraq)                                    |
| CAF       | Jerome Damon (Nam Phi)         | Enock Molefe (Nam Phi) Célestin Ntagungira (Rwanda)                                |
| CAF       | Badara Diatta (Senegal)        | Bechir Hassani (Tunisia) Evarist Menkouande (Cameroon)                             |
| CONCACAF  | Roberto Moreno (Panama)        | Daniel Williamson (Panama) Hairo Fuentes (Panama)                                  |
| CONCACAF  | Jair Marrufo (Hoa Kỳ)          | Kermit Quisenberry (Hoa Kỳ) Ricardo Morgan (Jamaica)                               |
| CONMEBOL  | Héctor Baldassi (Argentina)    | Ricardo Casas (Argentina) Hernán Maidana (Argentina)                               |
| CONMEBOL  | Pablo Pozo (Chile)             | Patricio Basualto (Chile) Julio Díaz (Chile)                                       |
| CONMEBOL  | Martín Vázquez (Uruguay)       | Mauricio Espinosa (Uruguay) Miguel Nievas (Uruguay)                                |
| OFC       | Michael Hester (New Zealand)   | Tevita Makasini (Tonga) Michael Joseph (Vanuatu)                                   |
| UEFA      | Thomas Einwaller (Áo)          | Roland Heim (Áo) Norbert Schwab (Áo)                                               |
| UEFA      | Viktor Kassai (Hungary)        | Gábor Erős (Hungary) Tibor Vámos (Hungary)                                         |
| UEFA      | Stéphane Lannoy (Pháp)         | Eric Dansault (Pháp) Frédéric Cano (Pháp)                                          |
| UEFA      | Damir Skomina (Slovenia)       | Primož Arhar (Slovenia) Marco Stancin (Slovenia)                                   |
| UEFA      | Wolfgang Stark (Đức)           | Jan-Hendrik Salver (Đức) Volker Wezel (Đức)                                        |

## Vòng bảng
Tất cả thời gian đều là Giờ Trung Quốc (UTC + 8).

### Bảng A
| VT | Đội         | ST | T | H | B | BT | BB | HS | Đ | Giành quyền tham dự    |
| -- | ----------- | -- | - | - | - | -- | -- | -- | - | ---------------------- |
| 1  | Argentina   | 3  | 3 | 0 | 0 | 5  | 1  | +4 | 9 | Giành quyền vào tứ kết |
| 2  | Bờ Biển Ngà | 3  | 2 | 0 | 1 | 6  | 4  | +2 | 6 | Giành quyền vào tứ kết |
| 3  | Úc          | 3  | 0 | 1 | 2 | 1  | 3  | −2 | 1 |                        |
| 4  | Serbia      | 3  | 0 | 1 | 2 | 3  | 7  | −4 | 1 |                        |

| Úc            | 1–1    | Serbia       |
| ------------- | ------ | ------------ |
| Zadkovich 69' | Report | Rajković 78' |

| Bờ Biển Ngà | 1–2    | Argentina              |
| ----------- | ------ | ---------------------- |
| Cissé 53'   | Report | Messi 43' · Acosta 86' |

| Argentina   | 1–0    | Úc |
| ----------- | ------ | -- |
| Lavezzi 76' | Report |    |

| Serbia                    | 2–4    | Bờ Biển Ngà                                                 |
| ------------------------- | ------ | ----------------------------------------------------------- |
| Mrdaković 16' · Rakić 90' | Report | Cissé 3' · Rajković 24' (l.n.) · Kalou 70' · Gervinho 90+3' |

| Bờ Biển Ngà | 1–0    | Úc |
| ----------- | ------ | -- |
| Kalou 81'   | Report |    |

| Argentina                            | 2–0    | Serbia |
| ------------------------------------ | ------ | ------ |
| Lavezzi 13' (ph.đ.) · Buonanotte 84' | Report |        |

### Bảng B
| VT | Đội      | ST | T | H | B | BT | BB | HS | Đ | Giành quyền tham dự    |
| -- | -------- | -- | - | - | - | -- | -- | -- | - | ---------------------- |
| 1  | Nigeria  | 3  | 2 | 1 | 0 | 4  | 2  | +2 | 7 | Giành quyền vào tứ kết |
| 2  | Hà Lan   | 3  | 1 | 2 | 0 | 3  | 2  | +1 | 5 | Giành quyền vào tứ kết |
| 3  | Hoa Kỳ   | 3  | 1 | 1 | 1 | 4  | 4  | 0  | 4 |                        |
| 4  | Nhật Bản | 3  | 0 | 0 | 3 | 1  | 4  | −3 | 0 |                        |

| Nhật Bản | 0–1    | Hoa Kỳ     |
| -------- | ------ | ---------- |
|          | Report | Holden 47' |

| Hà Lan | 0–0    | Nigeria |
| ------ | ------ | ------- |
|        | Report |         |

| Nigeria                   | 2–1    | Nhật Bản   |
| ------------------------- | ------ | ---------- |
| Obinna 58' · Anichebe 74' | Report | Toyoda 79' |

| Hoa Kỳ                      | 2–2    | Hà Lan                  |
| --------------------------- | ------ | ----------------------- |
| Kljestan 64' · Altidore 72' | Report | Babel 16' · Sibon 90+3' |

| Hà Lan            | 1–0    | Nhật Bản |
| ----------------- | ------ | -------- |
| Sibon 73' (ph.đ.) | Report |          |

| Nigeria                | 2–1    | Hoa Kỳ               |
| ---------------------- | ------ | -------------------- |
| Isaac 39' · Obinna 79' | Report | Kljestan 88' (ph.đ.) |

### Bảng C
| VT | Đội         | ST | T | H | B | BT | BB | HS | Đ | Giành quyền tham dự    |
| -- | ----------- | -- | - | - | - | -- | -- | -- | - | ---------------------- |
| 1  | Brasil      | 3  | 3 | 0 | 0 | 9  | 0  | +9 | 9 | Giành quyền vào tứ kết |
| 2  | Bỉ          | 3  | 2 | 0 | 1 | 3  | 1  | +2 | 6 | Giành quyền vào tứ kết |
| 3  | Trung Quốc  | 3  | 0 | 1 | 2 | 1  | 6  | −5 | 1 |                        |
| 4  | New Zealand | 3  | 0 | 1 | 2 | 1  | 7  | −6 | 1 |                        |

| Brasil       | 1–0    | Bỉ |
| ------------ | ------ | -- |
| Hernanes 79' | Report |    |

| Trung Quốc        | 1–1    | New Zealand |
| ----------------- | ------ | ----------- |
| Dong Fangzhuo 88' | Report | Brockie 53' |

| New Zealand | 0–5    | Brasil                                                             |
| ----------- | ------ | ------------------------------------------------------------------ |
|             | Report | Anderson 3' · Pato 33' · Ronaldinho 55', 61' (ph.đ.) · Sóbis 90+3' |

| Bỉ                        | 2–0    | Trung Quốc |
| ------------------------- | ------ | ---------- |
| Dembélé 8' · Mirallas 80' | Report |            |

| Trung Quốc | 0–3    | Brasil                            |
| ---------- | ------ | --------------------------------- |
|            | Report | Diego 18' · Thiago Neves 69', 73' |

| New Zealand | 0–1    | Bỉ         |
| ----------- | ------ | ---------- |
|             | Report | Haroun 35' |

### Bảng D
| VT | Đội      | ST | T | H | B | BT | BB | HS | Đ | Giành quyền tham dự    |
| -- | -------- | -- | - | - | - | -- | -- | -- | - | ---------------------- |
| 1  | Ý        | 3  | 2 | 1 | 0 | 6  | 0  | +6 | 7 | Giành quyền vào tứ kết |
| 2  | Cameroon | 3  | 1 | 2 | 0 | 2  | 1  | +1 | 5 | Giành quyền vào tứ kết |
| 3  | Hàn Quốc | 3  | 1 | 1 | 1 | 2  | 4  | −2 | 4 |                        |
| 4  | Honduras | 3  | 0 | 0 | 3 | 0  | 5  | −5 | 0 |                        |

| Honduras | 0–3    | Ý                                                          |
| -------- | ------ | ---------------------------------------------------------- |
|          | Report | Giovinco 41' · Rossi 45' (ph.đ.) · Acquafresca 52' (ph.đ.) |

| Hàn Quốc           | 1–1    | Cameroon     |
| ------------------ | ------ | ------------ |
| Park Chu-young 68' | Report | Mandjeck 81' |

| Cameroon | 1–0    | Honduras |
| -------- | ------ | -------- |
| Mbia 74' | Report |          |

| Ý                                      | 3–0    | Hàn Quốc |
| -------------------------------------- | ------ | -------- |
| Rossi 15' · Rocchi 32' · Montolivo 90' | Report |          |

| Hàn Quốc         | 1–0    | Honduras |
| ---------------- | ------ | -------- |
| Kim Dong-jin 23' | Report |          |

| Cameroon | 0–0    | Ý |
| -------- | ------ | - |
|          | Report |   |

## Vòng loại trực tiếp
|  | Tứ kết | Tứ kết         | Tứ kết |           |             | Bán kết   | Bán kết | Bán kết |                       |                       | Tranh huy chương vàng | Tranh huy chương vàng | Tranh huy chương vàng |
|  |        |                |        |           |             |           |         |         |                       |                       |                       |                       |                       |
|  | B1     | Nigeria        | 2      |           |             |           |         |         |                       |                       |                       |                       |                       |
|  | A2     | Bờ Biển Ngà    | 0      |           |             |           |         |         |                       |                       |                       |                       |                       |
|  | A2     | Bờ Biển Ngà    | 0      |           | B1          | Nigeria   | 4       |         |                       |                       |                       |                       |                       |
|  |        |                |        |           | B1          | Nigeria   | 4       |         |                       |                       |                       |                       |                       |
|  |        | C2             | Bỉ     | 1         |             |           |         |         |                       |                       |                       |                       |                       |
|  | D1     | C2             | Bỉ     | 1         | Ý           | 2         |         |         |                       |                       |                       |                       |                       |
|  | D1     |                |        |           | Ý           | 2         |         |         |                       |                       |                       |                       |                       |
|  | C2     | Bỉ             | 3      |           |             |           |         |         |                       |                       |                       |                       |                       |
|  |        |                |        |           |             |           |         |         |                       |                       | B1                    | Nigeria               | 0                     |
|  |        |                | A1     | Argentina | 1           |           |         |         |                       |                       |                       |                       |                       |
|  | A1     | Argentina (hp) | 2      |           |             |           |         |         |                       |                       |                       |                       |                       |
|  | B2     | Hà Lan         | 1      |           |             |           |         |         |                       |                       |                       |                       |                       |
|  | B2     | Hà Lan         | 1      |           | A1          | Argentina | 3       |         | Tranh huy chương đồng | Tranh huy chương đồng | Tranh huy chương đồng | Tranh huy chương đồng |                       |
|  |        |                |        |           | A1          | Argentina | 3       |         | Tranh huy chương đồng | Tranh huy chương đồng | Tranh huy chương đồng | Tranh huy chương đồng |                       |
|  |        | C1             | Brasil | 0         |             |           |         |         |                       |                       |                       |                       |                       |
|  | C1     | C1             | Brasil | 0         | Brasil (hp) | 2         |         | C2      | Bỉ                    | 0                     |                       |                       |                       |
|  | C1     |                |        |           | Brasil (hp) | 2         |         | C2      | Bỉ                    | 0                     |                       |                       |                       |
|  | D2     | Cameroon       | 0      |           |             |           |         |         |                       |                       | C1                    | Brasil                | 3                     |

### Tứ kết
| Brasil                    | 2–0 (s.h.p.) | Cameroon |
| ------------------------- | ------------ | -------- |
| Sóbis 101' · Marcelo 105' | Report       |          |

| Ý                              | 2–3    | Bỉ                                |
| ------------------------------ | ------ | --------------------------------- |
| Rossi 18' (ph.đ.), 74' (ph.đ.) | Report | Dembélé 23', 79' · Mirallas 45+2' |

| Argentina                 | 2–1 (s.h.p.) | Hà Lan     |
| ------------------------- | ------------ | ---------- |
| Messi 14' · Di María 105' | Report       | Bakkal 36' |

| Nigeria                             | 2–0    | Bờ Biển Ngà |
| ----------------------------------- | ------ | ----------- |
| Odemwingie 44' · Obinna 82' (ph.đ.) | Report |             |

### Bán kết
| Nigeria                                    | 4–1    | Bỉ        |
| ------------------------------------------ | ------ | --------- |
| Adefemi 17' · Obasi 59', 72' · Okonkwo 78' | Report | Ciman 88' |

| Argentina                              | 3–0    | Brasil |
| -------------------------------------- | ------ | ------ |
| Agüero 52', 58' · Riquelme 76' (ph.đ.) | Report |        |

### Trận tranh huy chương đồng
| Bỉ | 0–3    | Brasil                    |
| -- | ------ | ------------------------- |
|    | Report | Diego 27' · Jô 45', 90+2' |

### Trận tranh huy chương vàng
| Nigeria | 0–1    | Argentina    |
| ------- | ------ | ------------ |
|         | Report | Di María 58' |

| GK            | 1  | Ambruse Vanzekin  |  |     |
| DF            | 5  | Dele Adeleye      |  |     |
| DF            | 4  | Onyekachi Apam    |  |     |
| DF            | 2  | Chibuzor Okonkwo  |  |     |
| DF            | 13 | Olubayo Adefemi   |  |     |
| MF            | 8  | Sani Kaita        |  |     |
| MF            | 12 | Ajilore Oluwafemi |  |     |
| MF            | 11 | Solomon Okoronkwo |  | 64' |
| FW            | 9  | Victor Obinna     |  |     |
| FW            | 14 | Peter Odemwingie  |  |     |
| FW            | 10 | Isaac Promise (c) |  | 70' |
| Substitutes:  |    |                   |  |     |
| FW            | 16 | Victor Anichebe   |  | 64' |
| MF            | 17 | Emmanuel Ekpo     |  | 70' |
| Manager:      |    |                   |  |     |
| Samson Siasia |    |                   |  |     |

| GK             | 18 | Sergio Romero      |  |     |
| DF             | 4  | Pablo Zabaleta     |  |     |
| DF             | 2  | Ezequiel Garay     |  |     |
| DF             | 12 | Nicolás Pareja     |  |     |
| DF             | 3  | Luciano Monzón     |  |     |
| MF             | 11 | Ángel Di María     |  | 88' |
| MF             | 14 | Javier Mascherano  |  |     |
| MF             | 5  | Fernando Gago      |  |     |
| MF             | 10 | Román Riquelme (c) |  |     |
| FW             | 15 | Lionel Messi       |  | 90' |
| FW             | 16 | Sergio Agüero      |  | 79' |
| Substitutes:   |    |                    |  |     |
| MF             | 7  | José Sosa          |  | 79' |
| MF             | 8  | Ever Banega        |  | 88' |
| FW             | 9  | Ezequiel Lavezzi   |  | 90' |
| Manager:       |    |                    |  |     |
| Sergio Batista |    |                    |  |     |

| GK            | 1  | Ambruse Vanzekin  |  |     |
| DF            | 5  | Dele Adeleye      |  |     |
| DF            | 4  | Onyekachi Apam    |  |     |
| DF            | 2  | Chibuzor Okonkwo  |  |     |
| DF            | 13 | Olubayo Adefemi   |  |     |
| MF            | 8  | Sani Kaita        |  |     |
| MF            | 12 | Ajilore Oluwafemi |  |     |
| MF            | 11 | Solomon Okoronkwo |  | 64' |
| FW            | 9  | Victor Obinna     |  |     |
| FW            | 14 | Peter Odemwingie  |  |     |
| FW            | 10 | Isaac Promise (c) |  | 70' |
| Substitutes:  |    |                   |  |     |
| FW            | 16 | Victor Anichebe   |  | 64' |
| MF            | 17 | Emmanuel Ekpo     |  | 70' |
| Manager:      |    |                   |  |     |
| Samson Siasia |    |                   |  |     |

| GK             | 18 | Sergio Romero      |  |     |
| DF             | 4  | Pablo Zabaleta     |  |     |
| DF             | 2  | Ezequiel Garay     |  |     |
| DF             | 12 | Nicolás Pareja     |  |     |
| DF             | 3  | Luciano Monzón     |  |     |
| MF             | 11 | Ángel Di María     |  | 88' |
| MF             | 14 | Javier Mascherano  |  |     |
| MF             | 5  | Fernando Gago      |  |     |
| MF             | 10 | Román Riquelme (c) |  |     |
| FW             | 15 | Lionel Messi       |  | 90' |
| FW             | 16 | Sergio Agüero      |  | 79' |
| Substitutes:   |    |                    |  |     |
| MF             | 7  | José Sosa          |  | 79' |
| MF             | 8  | Ever Banega        |  | 88' |
| FW             | 9  | Ezequiel Lavezzi   |  | 90' |
| Manager:       |    |                    |  |     |
| Sergio Batista |    |                    |  |     |

## Xếp hạng chung cuộc
| VT | Đội               | ST | T | H | B | BT | BB | HS  | Đ  |
| -- | ----------------- | -- | - | - | - | -- | -- | --- | -- |
| 1  | Argentina (ARG)   | 6  | 6 | 0 | 0 | 11 | 2  | +9  | 18 |
| 2  | Nigeria (NGR)     | 6  | 4 | 1 | 1 | 10 | 4  | +6  | 13 |
| 3  | Brasil (BRA)      | 6  | 5 | 0 | 1 | 14 | 3  | +11 | 15 |
| 4  | Bỉ (BEL)          | 6  | 3 | 0 | 3 | 7  | 10 | −3  | 9  |
| 5  | Ý (ITA)           | 4  | 2 | 1 | 1 | 8  | 3  | +5  | 7  |
| 6  | Bờ Biển Ngà (CIV) | 4  | 2 | 0 | 2 | 6  | 6  | 0   | 6  |
| 7  | Hà Lan (NED)      | 4  | 1 | 2 | 1 | 4  | 4  | 0   | 5  |
| 8  | Cameroon (CMR)    | 4  | 1 | 2 | 1 | 2  | 3  | −1  | 5  |
| 9  | Hoa Kỳ (USA)      | 3  | 1 | 1 | 1 | 4  | 4  | 0   | 4  |
| 10 | Hàn Quốc (KOR)    | 3  | 1 | 1 | 1 | 2  | 4  | −2  | 4  |
| 11 | Úc (AUS)          | 3  | 0 | 1 | 2 | 1  | 3  | −2  | 1  |
| 12 | Serbia (SRB)      | 3  | 0 | 1 | 2 | 3  | 7  | −4  | 1  |
| 13 | Trung Quốc (CHN)  | 3  | 0 | 1 | 2 | 1  | 6  | −5  | 1  |
| 14 | New Zealand (NZL) | 3  | 0 | 1 | 2 | 1  | 7  | −6  | 1  |
| 15 | Nhật Bản (JPN)    | 3  | 0 | 0 | 3 | 1  | 4  | −3  | 0  |
| 16 | Honduras (HON)    | 3  | 0 | 0 | 3 | 0  | 5  | −5  | 0  |

## Thống kê

### Cầu thủ ghi bàn
Với 4 bàn thắng, Giuseppe Rossi của Italia là vua phá lưới của giải đấu. Tổng cộng có 75 bàn thắng được ghi bởi 53 cầu thủ khác nhau, và chỉ một trong số đó là bàn phản lưới nhà.
4 bàn
- Giuseppe Rossi

3 bàn
- Mousa Dembélé
- Victor Obinna

2 bàn
- Sergio Agüero
- Ezequiel Lavezzi
- Ángel Di María
- Lionel Messi
- Kevin Mirallas
- Diego
- Jô
- Thiago Neves
- Ronaldinho
- Rafael Sóbis
- Sekou Cissé
- Salomon Kalou
- Gerald Sibon
- Chinedu Obasi
- Sacha Kljestan

1 bàn
- Lautaro Acosta
- Diego Buonanotte
- Juan Román Riquelme
- Ruben Zadkovich
- Laurent Ciman
- Faris Haroun
- Anderson
- Hernanes
- Marcelo
- Alexandre Pato
- Georges Mandjeck
- Stéphane Mbia
- Dong Fangzhuo
- Robert Acquafresca
- Sebastian Giovinco
- Riccardo Montolivo
- Tommaso Rocchi
- Gervinho
- Yohei Toyoda
- Kim Dong-jin
- Park Chu-young
- Ryan Babel
- Otman Bakkal
- Jeremy Brockie
- Olubayo Adefemi
- Victor Anichebe
- Peter Odemwingie
- Chibuzor Okonkwo
- Isaac Promise
- Miljan Mrdaković
- Slobodan Rajković
- Đorđe Rakić
- Jozy Altidore
- Stuart Holden

Phản lưới nhà
- Slobodan Rajković (trong trận gặp Bờ Biển Ngà)